# Daruvar
Daruvar (in ceco Daruvar) è una città della Croazia, nella regione di Bjelovar e della Bilogora. È conosciuta principalmente per le terme. Rilevanti la piazza centrale al termine della cui salita si sviluppa il duomo cittadino e il castello del conte Jankovic. È inoltre presente la maggiore concentrazione della minoranza ceca in Croazia.

## Storia
Ritrovamenti archeologici di asce di pietra fanno supporre che il territorio fosse abitato già all'età della pietra. Nel IV secolo a.C., si sviluppò un primo insediamento vicino alle sorgenti termali geotermiche nell'odierna valle di Daruvar. Le tribù celto-pannoniche che vivevano qui e che conoscevano le cure idriche benefiche per la salute erano chiamati Iassi (guaritori), così chiamati dagli scrittori sia greci che romani. In quanto alleati dell'Impero Romano, le tribù fornirono sostegno all'imperatore Augusto durante l'assedio di Siscia (odierna Sisak). Nell'anno 35 d.C. a Iassi fu concessa l'autonomia locale conosciuta come Res Publica Iasorum. Il centro era chiamato Aquae Balissae, cioè sorgenti molto forti.
Nell'anno 124, durante il regno di Adriano, la zona acquisì ulteriore autonomia come Municipium Iassorum. La città, che si estendeva tra i fiumi Sava e Drava, sulle strade che collegavano Siscia-Mursa (Sisak-Osijek), Salona–Aquincum e Sirmium–Poetovio, era di facile accesso. Dopo Adriano, gli imperatori Marco Aurelio, Commodo, Settimio Severo e Costantino I visitarono tutti il complesso termale di Aquae Balissae, come testimoniano le decorazioni del tempio, il suo foro e il suo anfiteatro (sebbene fosse più piccolo di quello di Pola).
Dopo la caduta dell'Impero Romano d'Occidente e la distruzione delle tribù locali da parte degli Avar Kaghanate nel VI secolo, quest'area fu reinsediata dai Croati, una tribù slava che raggiunse i Balcani nel VII secolo. Nell'XI secolo la regione divenne parte di un'entità più potente, quella di Križevci, una città in rapida crescita e politicamente importante. Entrò a far parte dell'arcidiocesi di Zagabria, menzionata per la prima volta dai legislatori nel 1334. Poiché la città si trovava su un crocevia trafficato, all'interno della valle c'erano quattro punti commerciali: Četvrtkovac, Dimičkovine, Podborje e Toplice. Per più di un millennio le terme continuarono ad attrarre gente come meta. La popolazione in quel periodo era esclusivamente cattolica.
Nel XV e XVI secolo tutto cambiò: l'espansione dell'Impero Ottomano interruppe il costante sviluppo e i turchi occuparono queste terre nel 1543. La popolazione locale è fuggì, mentre Il monastero di San Re Ladislao divenne un posto difensivo turco affacciato sulla Krajina, una zona militare creata per proteggere l'Impero Asburgico appena ad ovest del città. Nel 1699 l'impero asburgico espulse i turchi. Nel 1745 l'area etnicamente mista passò sotto il dominio di Vienna. Podborje, Sirač e Pakrac furono acquistati dal conte Antun Janković, che nel 1771 ribattezzò Podborje Daruvar, dal nome di un suo edificio il castello della Gru (daru significa "gru" in ungherese).
Nel 1837 Daruvar fu dichiarata città libera per decreto del re Ferdinando I. Il governo del monarca reclutò agricoltori migranti dalla Baviera meridionale e da altre aree per ripopolare l'area e ristabilire l'agricoltura nella valle del Danubio. Reclutavano anche persone esperte nell'artigianato e nel commercio. Tedeschi, ungheresi, cechi, italiani e altri furono invitati ad abitare qui. Il governo promise che chiunque avrebbe potuto praticare la propria religione (la maggior parte era cattolica) e la propria lingua.
Alla fine del XIX e all'inizio del XX secolo Daruvar faceva parte della contea di Požega del Regno di Croazia e Slavonia. Parti della periferia di Daruvar furono brevemente catturate dai militanti dell'oblast autonomo serbo della Slavonia occidentale durante la guerra d'indipendenza croata.

## Società

### Evoluzione demografica
Abitanti censiti